# 流星 (電視劇)
《流星》（日语：／ Nagareboshi ?）是日本富士電視台、FNS於2010年10月18日至12月20日播出的月9連續劇，由竹野內豐主演。播出時間為每星期一晚間21:00 - 21:54（JST），第一集播出時間21:00 - 22:09，時間延長15分鐘。

## 概要
- 主演的竹野内豐是繼《一夜夫妻要結婚（奉子成婚）》（2001年）相隔9年之後再度主演月九劇，女主角上戶彩則是繼演出《結婚萬歲》（2009年）1年3個多月以來，再度演出月九劇。此外，本片也是稻垣吾郎自1992年《二十歳の約束（日语：二十歳の約束）（逆火青春）》以來，睽違18年接演月九主要角色。

- 本次作品取材來自富士電視台主辦的劇作獎「青年編劇大賞」第21回（2008年度）的佳作。但是對劇本原作有較大改動，原作是男主角欺騙女主角結婚，電視劇則是兩人契約結婚；原作為悲劇結局，電視劇是苦盡甘來的大團圓結局。

- 雖然初回收視率13.6%（關東地區、Video Research）以月九劇來說並不出色，不過後勢看漲，第二集以後收視率持續穩定，最終成為2010年秋季日劇平均收視率第二名。

- 廣告詞為「從偽裝的愛，邁向真實的愛」、｢流星，LOVE DELUXE｣。

- 上戶彩以本劇獲得第67回日劇學院賞助演女優賞，是她繼2004年的《網球甜心》獲得主演女優賞後，相隔7年再度獲得該獎。

## 劇情概要
在新江之島水族館工作的岡田健吾（竹野內豐 飾），因為妹妹岡田瑪莉亞（北乃紀伊 飾）得到無法痊癒的肝病而需要移植，家人卻因體質不適合無法幫忙，親戚們也避而遠之，在因緣際會之下認識了背負兄長債務而失落於制服店工作的風俗女子槇原梨沙（上戶彩 飾），在雙方的契約之下，從一開始根本不認識的兩人之偽裝的愛情而漸漸變得緊密。

## 演員

### 主要演出
- 岡田健吾（37） - 竹野內豐

新江之島水族館的飼育員。為了妹妹瑪莉亞的病而和梨沙契約結婚。
- 槙原梨沙（26） - 上戶彩

因背負兄長債務而在風俗店工作。源氏名為「米露可」。為了還清債務而與健吾結婚，為法律名義上的妻子。
- 神谷凌（28） - 松田翔太

神奈川縣立藤澤大學附屬醫院消化器官外科醫師，瑪莉亞的主治醫師。
- 岡田瑪莉亞（17） - 北乃紀伊

神奈川縣立由比之濱高中3年級生美術社社員。健吾的妹妹。先天性膽道閉鎖症導致的肝病。
- 安田瑞希（17） - 川口春奈

瑪莉亞同年級的好友。對於帥哥無法招架，對澤村一見鍾情。
- 澤村涼太（17） - 桐山照史（傑尼斯Jr.）

醫院病患，與瑪莉亞關係良好。喜歡落語個性陽光。與瑪莉亞有著同樣的疾病。
- 川本千鶴（32） - 金智順

水族館的飼育員。川本順二的妻子。
- 中島留美（29） - 北川弘美

醫院的護士，擔任照顧瑪莉亞與涼太的護士。
- 柏原裕也（27） - 中川真吾（D-BOYS）

水族館的飼育員，為健吾的同事。喜歡海中生物，將梨沙以「海中精靈」稱呼。
- 川本順二（42） - 杉本哲太

水族館的飼育員。與健吾關係如同兄弟，和妻子一同在水族館工作。
- 相澤美奈子（37） - 板谷由夏

健吾的未婚妻。因健吾妹妹的病情導致兩人關係變化而分手，從事旅館工作。
- 岡田和子（57） - 原田美枝子

健吾和瑪莉亞的母親。刻意隱藏瑪莉亞出生的秘密。
- 槙原修一（35） - 稻垣吾郎（SMAP）

梨沙的哥哥。將債務丟給妹妹償還，讓梨沙相當苦惱，且一直纏著梨沙，不知其意義為何。

### 客串演出

#### 第1話
- 藤代誠 - 大東俊介

梨沙的情人。被梨沙哥哥騙錢，且說出梨沙於風俗場所工作，因而分手。
- 白井 - 光石研（第1—3話）

風俗店「聖瑪琳學園」店長。
- 風俗店「聖瑪琳學園」客人 - 春海四方
- 谷中 - 田口主將（第1話、4話、7話）

神奈川縣立藤澤大學附屬醫院·消化器官外科醫師。
- 幼小的兄妹 - 澀谷武尊、天野柚希
- 浩平 - 兒玉賴信

健吾和瑪莉亞的叔叔。
- 麗子 - 松山尚子

健吾和瑪莉亞的嬸嬸。

#### 第2話
- 林家錦平（本人演出）
- 林家英平（本人演出）
- 林家佩塔子（本人演出）

#### 第3話
- 琴美 - 早織（第3話、6話）

涼太的姊姊，因懷孕而無法捐贈給涼太肝臟而感到自責。
- 區政府·市民課職員 - 櫻井聖（第3話、第9話）

#### 第5話
- 鐘錶店店員 - 山本道子
- 護士 - 澤山薰
- 電視節目主持人 - 三原勇希

#### 第7話
- 岩井冴子（四開報紙記者） - 上野夏妃（第7—第9話）

#### 第9話
- 四開報紙「日刊時報」攝影師 - 淺里昌吾

#### 最終話
- 「AQUAPET JOY」店主 - 木村綠子
- 在「AQUAPET JOY」看上小丑魚的男孩 - 鈴木福
- 收到小丑魚的女孩 - 磯野光沙

## 工作人員
- 原案：臼田素子《水母海月婚姻》（クラゲマリッジ，第21回青年編劇大賞佳作）
- 脚本：臼田素子、秋山龍平
- 脚本監修：伴一彥
- 音樂：井筒昭雄
- 企劃：金井卓也
- 技術製作：友部節子
- 攝影：川越一成
- TD：北山善弘
- 照明：花岡正光
- 影像：宇野知之
- 錄製：林航太郎
- 聲音：金杉貴史
- 編集：柳澤龍也
- MA：古跡奈步
- 選曲：佐古伸一
- 音響效果：安藤友章
- 美術製作：關口保章
- 美術進行：內村和裕
- 美術設計：鹽入隆史
- 視覺效果：田村憲行
- 標題、CG：小林一博
- 大道具：淺見大
- 操作：和田幸政
- 建具：船岡英明
- 裝飾：竹原丈二
- 持道具：山本惠
- 衣裝：佐藤愉貴子
- 化妝：石田步
- 電飾：寺田農
- 生花裝飾：牧島美惠
- 植木裝飾：原利安
- 編成：情野誠人
- 廣告：鈴木麻衣子
- 官方網站：須之內達也、鈴木知子
- 廣告宣傳：福田佳代
- 攝影協力：相模鐵道株式會社、橫濱VIVRE、湘南藤澤電影委員會
- 協力：VASC、FAN、富士映畫、TAKAHASHI RACING
- 水族館協力：新江之島水族館
- 醫療監修：日本醫科大學 外科 谷合信彥
- 取材協力：社團法人 日本器官移植聯網
- 製作人：中野利幸
- 導演：宮本理江子、石井祐介、並木道子
- 制作：富士電視台·連續劇製作中心
- 製作出品：富士電視台

## 各集標題
| 集數                                                      | 播出日期       | 中文標題                                | 日文標題 | 導演       | 收視率 |
| --------------------------------------------------------- | -------------- | --------------------------------------- | -------- | ---------- | ------ |
| 第1話                                                     | 2010年10月18日 | 最愛的人只剩一年的命 從契約開始的愛！！ |          | 宮本理江子 | 13.6%  |
| 第2話                                                     | 2010年10月25日 | 拼命的感情                              |          | 宮本理江子 | 14.2%  |
| 第3話                                                     | 2010年11月1日  | 兩人的秘密                              |          | 石井祐介   | 13.7%  |
| 第4話                                                     | 2010年11月8日  | 衝擊的告白                              |          | 並木道子   | 15.0%  |
| 第5話                                                     | 2010年11月15日 | 破掉的關係                              |          | 宮本理江子 | 12.6%  |
| 第6話                                                     | 2010年11月22日 | 愛與死亡                                |          | 石井祐介   | 13.9%  |
| 第7話                                                     | 2010年11月29日 | 只有兩人的夜晚                          |          | 並木道子   | 13.6%  |
| 第8話                                                     | 2010年12月6日  | 最後之夜                                |          | 宮本理江子 | 14.8%  |
| 第9話                                                     | 2010年12月13日 | 被撕裂的關係                            |          | 石井祐介   | 13.4%  |
| 最終話                                                    | 2010年12月20日 | 兩人的決斷                              |          | 宮本理江子 | 15.8%  |
| 平均收視率 14.1%（收視率關東地區·Video Research調查數據） |                |                                         |          |            |        |

## 主題歌
- 可苦可樂「流星」（日本華納音樂）

2010年11月17日發行。

## 原聲帶
- 「流星」 Original Soundtrack (PCCR-00509)

2010年12月8日/2500日圓（含稅）

## 獎項
- 2011年第14回日刊體育秋季日劇大賞 助演女優賞　- 上戶彩
- 2011年第67回日劇學院賞 助演女優賞　- 上戶彩

## 相關項目
- 富士電視台週一晚間九點連續劇

## 外部連結
- 官方网站－日本（日語）
- 官方网站－臺灣（繁體中文）

## 節目的變遷
| 富士電視台系列 月九                              | 富士電視台系列 月九                            | 富士電視台系列 月九 |
| ------------------------------------------------ | ---------------------------------------------- | ------------------- |
|                                                  | 流星 （2010年10月18日 - 2010年12月20日）       |                     |
| 彩虹閃耀夏之戀 （2010年7月19日 - 2010年9月20日） | 教我愛的一切 （2011年1月17日 - 2011年3月28日） |                     |

| 臺灣 緯來日本台 週一到週五晚上9點.11點30分           | 臺灣 緯來日本台 週一到週五晚上9點.11點30分  | 臺灣 緯來日本台 週一到週五晚上9點.11點30分 |
| ---------------------------------------------------- | ------------------------------------------- | ------------------------------------------ |
|                                                      | 流星 （2011年7月7日 - 2011年7月20日）       |                                            |
| 仁醫 第二部（重播） （2011年6月22日 - 2011年7月6日） | 閃耀夏之戀 （2011年7月21日 - 2011年8月3日） |                                            |

| 香港 有線娛樂台 星期一至五 00:00-01:00          | 香港 有線娛樂台 星期一至五 00:00-01:00       | 香港 有線娛樂台 星期一至五 00:00-01:00 |
| ----------------------------------------------- | -------------------------------------------- | -------------------------------------- |
|                                                 | 流星 （2011年8月8日 - 2011年8月19日）        |                                        |
| 諜戰之密使一號 （2011年6月27日 - 2011年8月5日） | 摩登新人類 （2011年8月22日 - 2011年9月30日） |                                        |